# Schockalm (Bad Hofgastein)
Die Schockalm (auch Schock-Hochalm und Schockhochalm) ist eine Alm in der Marktgemeinde Bad Hofgastein im österreichischen Bundesland Salzburg.

## Lage und Charakteristik
Die Schockalm erstreckt sich an den nördlichen Hängen des Rauchkogels in der Ankogelgruppe. Sie befindet sich in der Ortschaft Harbach und in der gleichnamigen Katastralgemeinde Harbach. Sie ist dem Schockgut in Harbach zugehörig. Östlich der Alm fließt das Gewässer Harbach. An dessen Ufern wächst ein Grünerlen-Buschwald.
Auf der Schockalm werden Pinzgauer Rinder und daneben Schweine gehalten. Eine Almhütte steht auf einer Höhe von 1664 m ü. A. Diese wird witterungsabhängig von Ende Juni bis Mitte September als Jausenstation betrieben. Es werden eigene Produkte aus biologischer Landwirtschaft angeboten. Die Hütte verfügt über ein eigenes Wasserkraftwerk. Auf die Alm führt eine auch als Wanderweg genutzte Straße.

## Geschichte
Im von 1823 bis 1830 erstellten Franziszeischen Kataster sind im Bereich der Alm mehrere unbenannte Gebäude verzeichnet. Die Schockalm wurde zunächst 1951 wie die nahegelegene Schock-Heimalm aufgegeben. Im Jahr 2000 wurde ein Güterweg von der Schock-Heimalm auf die Schockalm angelegt. Die Almhütte der Schockalm wurde 2002 neu erbaut.